# تیمینیتسه، استان وودز
تیمینیتسه، استان وودز (به لاتین: Tymienice, Łódź Voivodeship) یک منطقهٔ مسکونی در لهستان است که در Gmina Zduńska Wola واقع شده‌است.